# Ivan Brunetti
Pour les articles homonymes, voir Brunetti.
Ivan Brunetti (né le 3 octobre 1967 à Mondavio) est un auteur de bande dessinée naturalisé américain d'origine italienne basé à Chicago depuis 1975. Ses bandes dessinées et dessins d'humour mêlent généralement un humour noir désabusé et très cynique avec un graphisme relativement propre, voire épuré. Figure importante de la scène alternative américaine, il a également une activité de théoricien et direction d'exposition.

## Biographie
Il obtient un Prix Eisner en 2012, et un second en 2020 dans la catégorie Meilleure publication pour petits lecteurs pour son ouvrage jeunesse Comics: Easy as ABC (La BD : facile comme ABC !). Selon Télérama, « au fil de ses pages bien remplies, on découvre une avalanche d’astuces et de bonnes idées d’exercice pour tout apprenti auteur de BD. L’Américain Ivan Brunetti déploie des trésors d’énergie pour mettre le pied à l’étrier des aspirants bédéistes, en offrant un large choix de possibilités, afin de désinhiber. ».

## Publications

### Comic book
- Schizo, Fantagraphics :

1. 1994.
2. 1996.
3. 1998.
4. 2006. Prix Ignatz du meilleur comic book.

- Haw! Horrible, Horrible Cartoons by Ivan Brunetti, Fantagraphics, 2001.
- 32 Drunks, auto-publication, 2001.
- Hee! Yet More Horrible Cartoons, Fantagraphics, 2005.

### Album de bande dessinée
- Misery Loves Comedy, Fantagraphics, 2007. Reprend Schizo 0n°1 à 3.
- Ho!, Fantagraphics, 2007. Sélection de dessins tirés de Haw! et Hee!.
- Il a participé au tome 7 (2008) des albums collectifs « Kramers Ergot ».

### Illustration
- David Wilton, Word Myths: Debunking Linguistic Urban Legends, Oxford : Oxford University Press, 2004.
- Dix couvertures du New Yorker, 2007-2012.

### Direction
- An Anthology of Graphic Fiction, Cartoons, and True Stories, New Haven : Yale University Press, 2006.
- An Anthology of Graphic Fiction, Cartoons, and True Stories, vol. 2, New Haven : Yale University Press, 2008.

### Théorie
- Cartooning: Philosophy and Practice, supplément à ComicArt n°9, Buenaventura Press, 2007. Réédité par Yale University Press en 2011. Prix Eisner 2012 du meilleur ouvrage éducatif ou académique.
- Comics: Easy as ABC! : The Essential Guide to Comics for Kids, Toon Books, 2019 Prix Eisner 2020 de la meilleure publication pour petits lecteurs[1].

## Œuvres traduites en français
- Misery Loves Comedy, Cambourakis, 2009.
- Où donc Shermy s'en est allé ?, Cambourakis, 2009. Reprend Schizo n°4.
- [Sans titre], B.ü.L.b comix, coll. « 2[w] », 2010.
- Ho !, Cambourakis, 2011.
- La BD : facile comme ABC ! : le manuel incontournable de la bande dessinée pour les enfants (Comics:Easy as ABC !), avec Françoise Mouly, traduit de l'anglais (États-Unis) par Luba Markovskaia, Montréal, éd. la Pastèque, 2021

## Prix et distinctions
- Prix Ignatz 2006 du meilleur comic book pour Schizo n°4
- Sélection officielle du Festival d'Angoulême 2010 pour Misery Loves comedy
- Prix Eisner 2012 du meilleur travail académique pour Cartooning: Philosophy & Practice
- Prix Eisner 2020[1] de la meilleure publication pour petits lecteurs pour Comics: Easy as ABC (La BD : facile comme ABC !)